# 문자주의
성경 문자주의(聖經 文字主義, 영어: Biblical literalism 비블리컬 리터럴리즘[*], biblicism) 또는 성서 문자주의라는 용어는 성경의 문구 그대로를 따르자는 기독교 성경 이해 방식 중 하나이다. 이 주장은 16세기 서방 기독교 지역에서 등장했다. 종교 개혁가들은 에라스무스의 영향으로 성경 해석에서 역사적 문법적 해석을 강조하였다. 그러나 지나치게 문자 그 자체에만 지나치게 제한한다는 비판도 있다.
근대에 와서 기독교 개신교 보수주의의 성경 이해로 활용되며 기독교 근본주의의 성경 해석의 개념으로 사용된다. 그것은 정확한 문자나 문자적 의미를 고수하는 문자주의라는 사전적 정의와 동일하게 사용될수 있는데, 여기서 문자적이라는 것은 비유나 은유가 아닌 단어나 단어들의 주요하고 엄밀한 의미에 관여하고 일치하는 것을 의미한다. 성경에 나온 모든 기록을 역사적 배경이나 그 의미가 아니라 문자에 기록된 그대로 따라야 한다는 극단적 성경 이해 방식이다.

## 축자영감설과 연관
성경 문자주의는 축자영감설과 연관되어, 모든 성경 구절과 단어가 동일한 가치를 지닌다는 개념을 따른다. 개신교 종교개혁 사상을 따르는 신학계의 역사적 성경 해석과 그 맥을 달리 하며, 서방교회의 중세적 알레고리 성경 해석의 일종으로 구분된다. 역사적 성경 해석은 반드시 성경 본문의 상호 구성과 연계, 시대적 배경에 따른 의미를 추구하므로 모든 성경의 문장의 의도와 표현 방식에 따른 의미 변화와 비유, 은유, 수사적 표현을 구분한다. 반면, 성경 문자주의는 성경의 문자 기록만을 절대화하여 역사적 배경과 환경을 전혀 고려하지 않는 무역사적(無歷史的) 성경 이해와 문자 그대로의 적용을 주장한다.

## 의미의 역사적 과정
성경 문자주의는 본문의 문자 그대로의 성경을 따르는 의도가 담긴 것처럼 보이지만, 실제로는 성경 문자주의가 주장하는 본문의 무역사적(無歷史的) 적용을 위해서는 필요한 주제에 성경 문구를 맞추는 작위적 성경 본문 취사선택이 필연적이다. 결국 축자영감설에 따른 성경무오설을 강화하는 다른 표현에 불과하다. 성경 문자주의는 역사적 배경을 고려하는 역사적 성경해석을 따르는 종교개혁 사상의 성경 이해와 대립한다. 이로 인해 국가 이익을 위한 전쟁을 위해서 영적 싸움이나, 성령의 전신갑주 설명까지도 성경구절을 잘라서 전쟁으로 활용하는 모습을 보인다.
정통 개신교 신학을 바탕으로 하는 역사적 성경 해석에서 발전한 성경 신학에 따라, 성경 본문은 역사적 배경과 문헌적 의도를 지니므로 특정 주제에 대해서 전혀 반대되는 주장이 존재하며, 같은 인물을 전혀 다른 인물로 묘사하기도 한다. 신약성경에서 바울은 선행의 중요성을 부차적이라고 주장했으나, 야고보는 우선적이라고 주장했다. 구약성경의 다윗 왕은 '사무엘기 하'와 '열왕기 상'에서는 비판적으로 묘사되나, '역대지 상'에서는 위대한 왕으로 묘사되었다. 이러한 내용의 차이와 역사적 배경의 차이를 구분하지 않는 성경 문자주의는 역사적 성경 해석을 근간으로 하는 종교개혁 사상에 반대되는 주장을 담고 있으며, 대부분 정통 개신교 신학에서 벗어나려는 기독교 근본주의자들이 주장하는 성경 이해 방식이다.

## 같이 보기
- 알레고리 성경해석
- 본문 비평
- 성서고고학
- 성경 영감설
- 비신화화
- 젊은 지구 창조론
- 바트 D. 어만
- 부르스 M. 메츠거
- 기독교 근본주의